# Siniscola
Siniscola (sardisch: Thiniscòle) ist eine Stadt mit 11.189 Einwohnern (Stand 31. Dezember 2023) in der Provinz Nuoro an der Ostküste der italienischen Region Sardinien und ist Teil der historischen Region Baronia.

## Geographie und Geschichte
Die Stadt liegt etwa 160 km nordöstlich von Cagliari und etwa 47 km nordöstlich von Nuoro. Siniscola bedeckt eine Fläche von rund 200 km² und grenzt an die Gemeinden Irgoli, Lodè, Lula, Onifai, Orosei, Posada und Torpè.
Das Gebiet der Gemeinde erstreckt sich von den Stränden von La Caletta, Berchida und Capo Comino bis zum Monte Albo mit seinem staatlichen Wald. Auf dem Berg finden sich die ältesten Spuren von Menschen, und zwar in den Höhlen Sa Preione e s’Orcu und Duas Vuccas. In der Umgebung finden sich zahlreiche Nuraghen und Gigantengräber (Tombe dei Giganti).

## Sehenswürdigkeiten
- Unter den Kirchen ist die Barockkirche San Giovanni; zu Ehren Johannes des Täufers aus dem 18. Jahrhundert hervorzuheben.
- In der Nähe steht die Nuraghe Sa Punta ’e su Nurake, wie ein Adlerhorst auf dem Monte Albo
- Am Fuße des Monte Albo in der Nähe des Industriegebietes führt ein Fußweg zur Höhle Conca di Locoli. Sie ist zwar ausgeschildert, aber nicht leicht zu finden. Wer entsprechend ausgerüstet ist (Lampen, Seil) findet eine interessante, kaum erforschte Höhle, mit drei unterirdischen Seen, Stalagmiten, Fledermäusen und Fröschen.
- Das Gigantengrab Tomba dei giganti di Su Picante liegt in der Nähe.

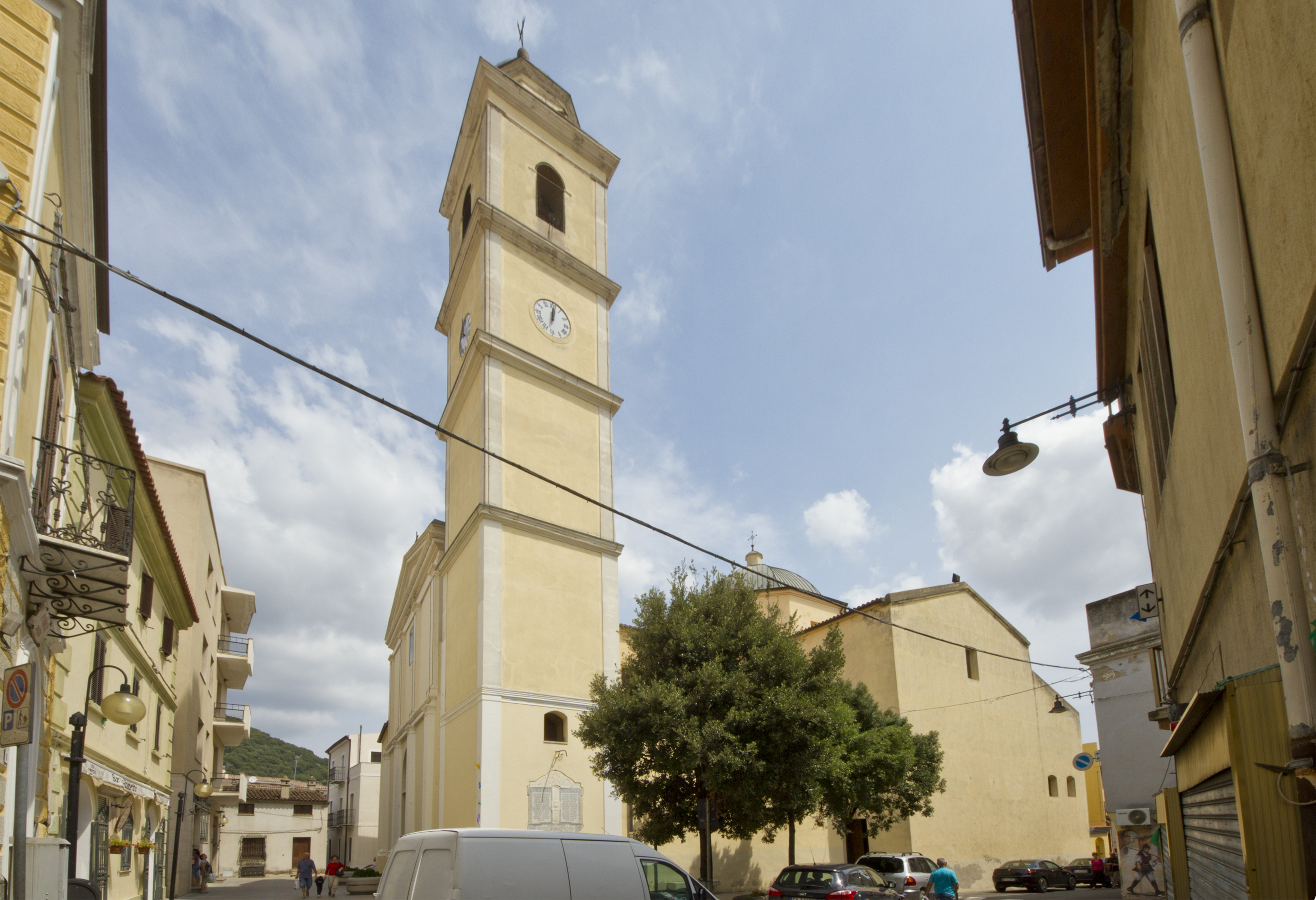
Chiesa di San Giovanni Battista
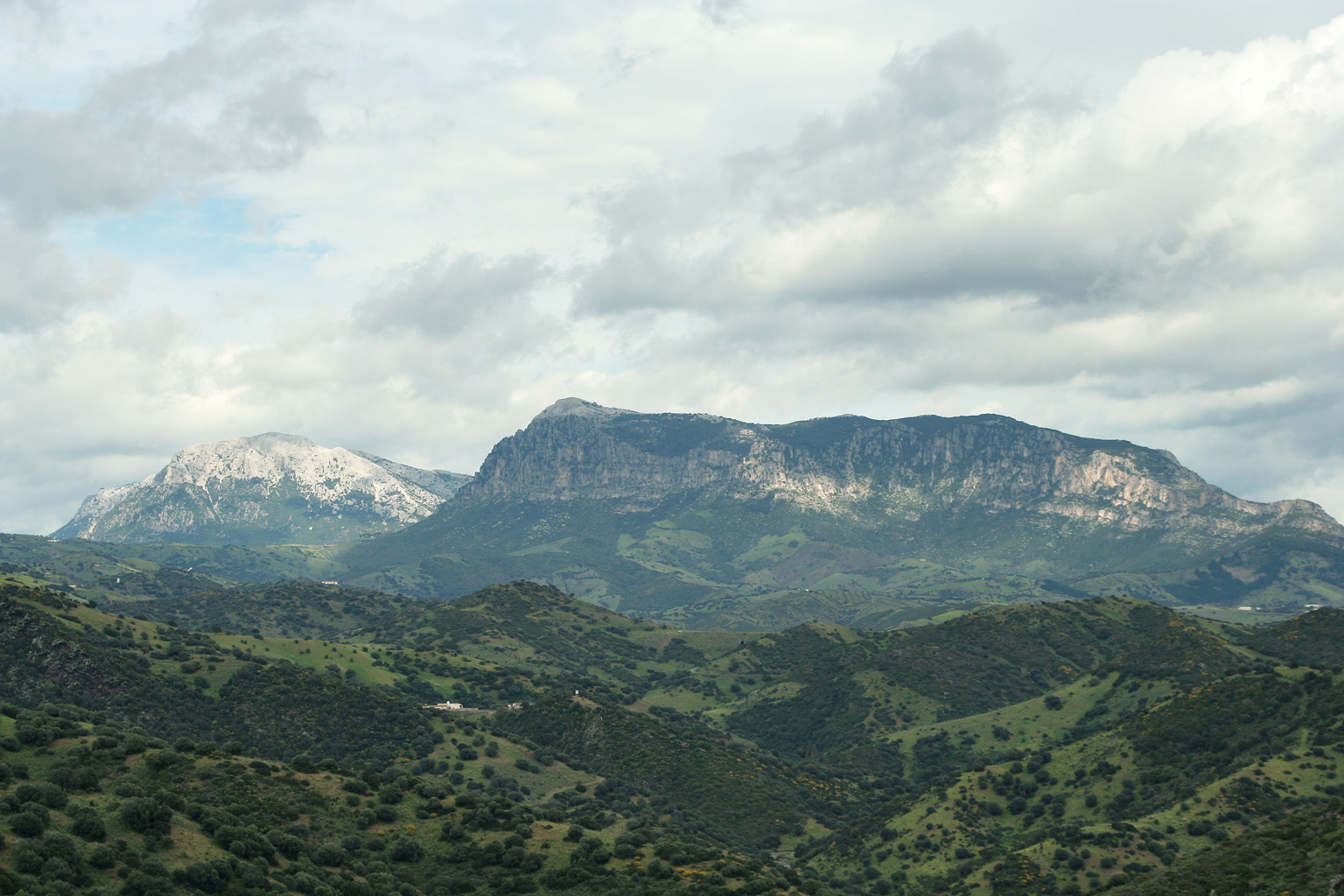
Blick zum Monte Albo
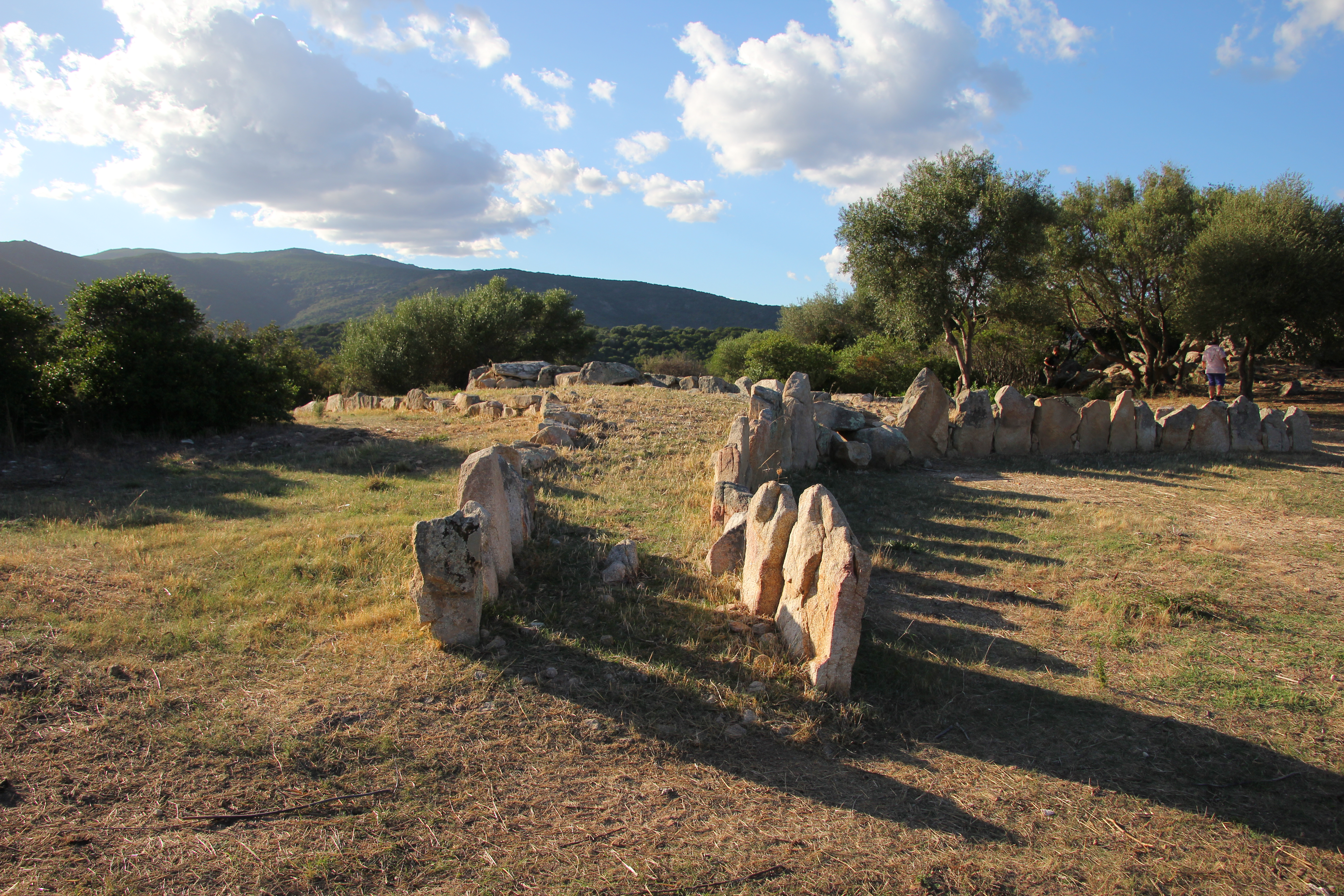
Das Gigantengrab Su Picante
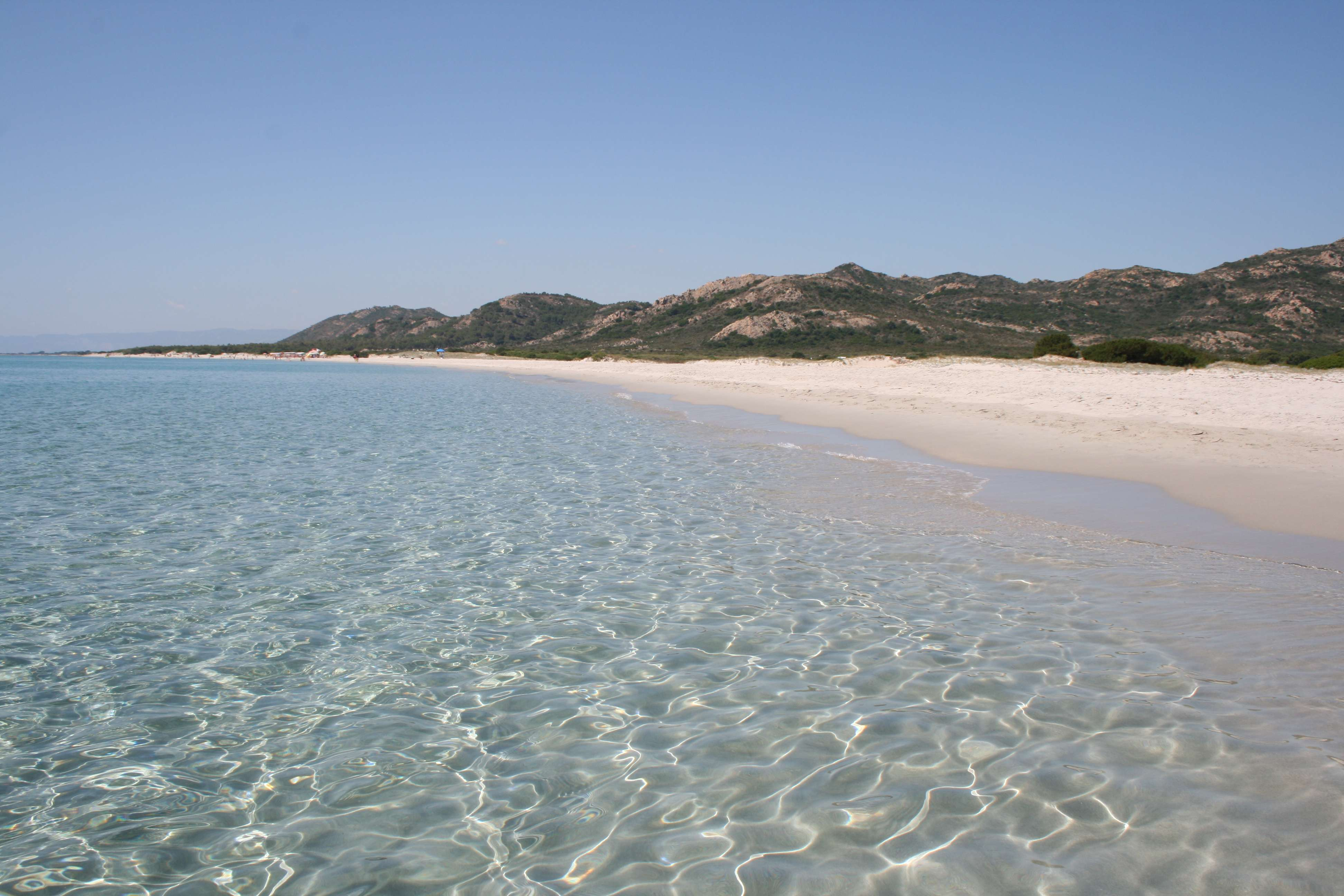
Am Strand von Berchida
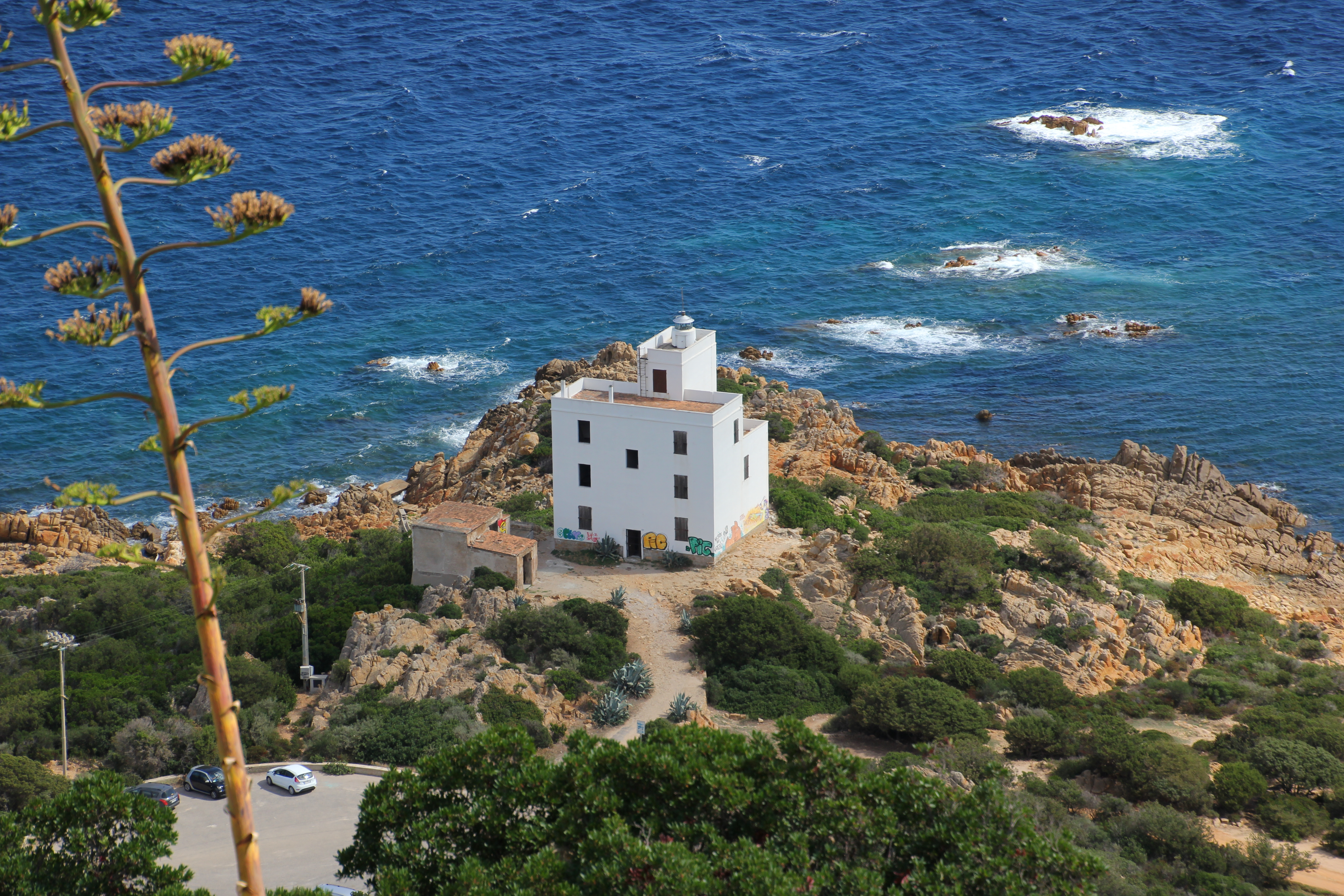
Der Leuchtturm von Capo Comino
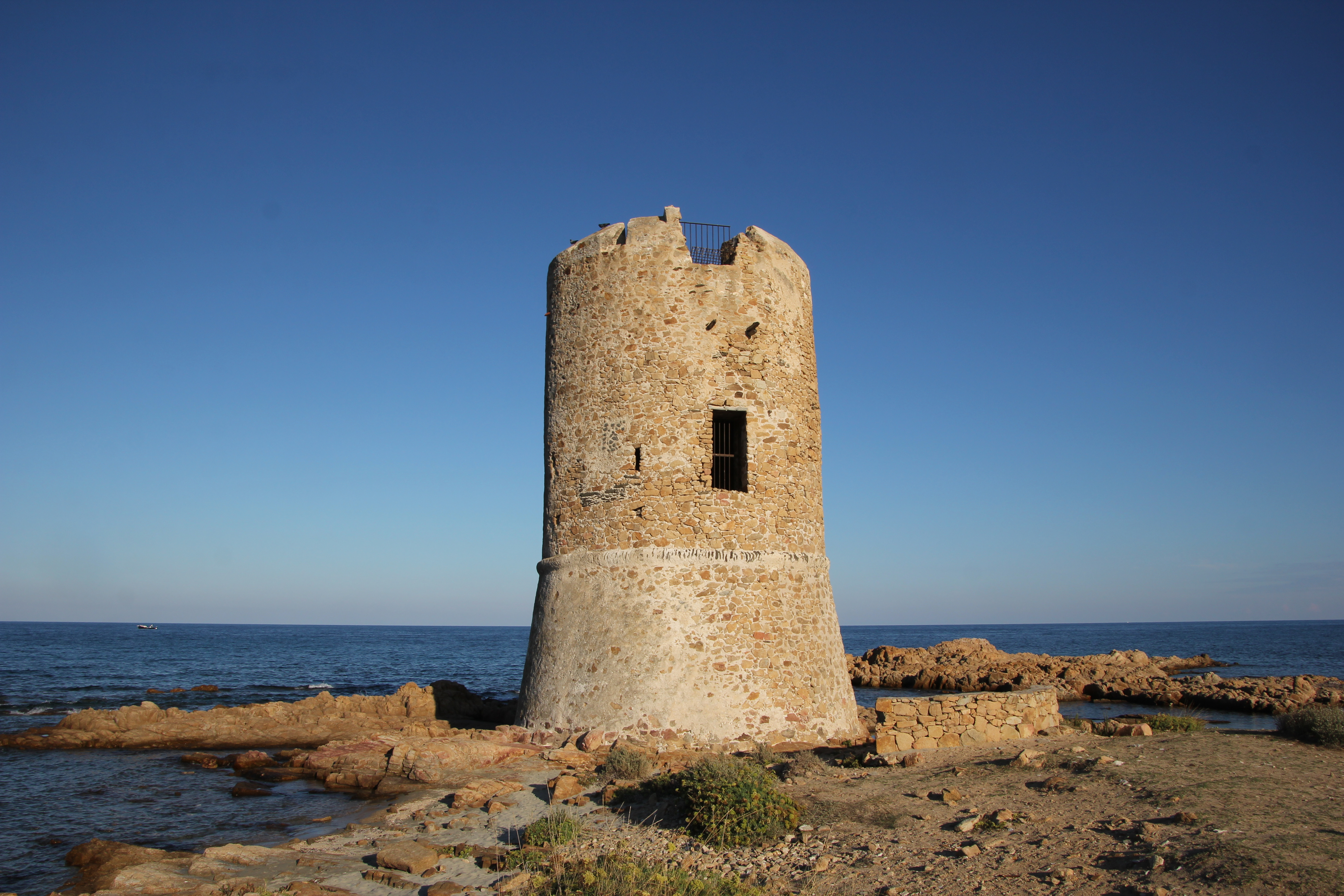
Torre San Giovanni in La Caletta
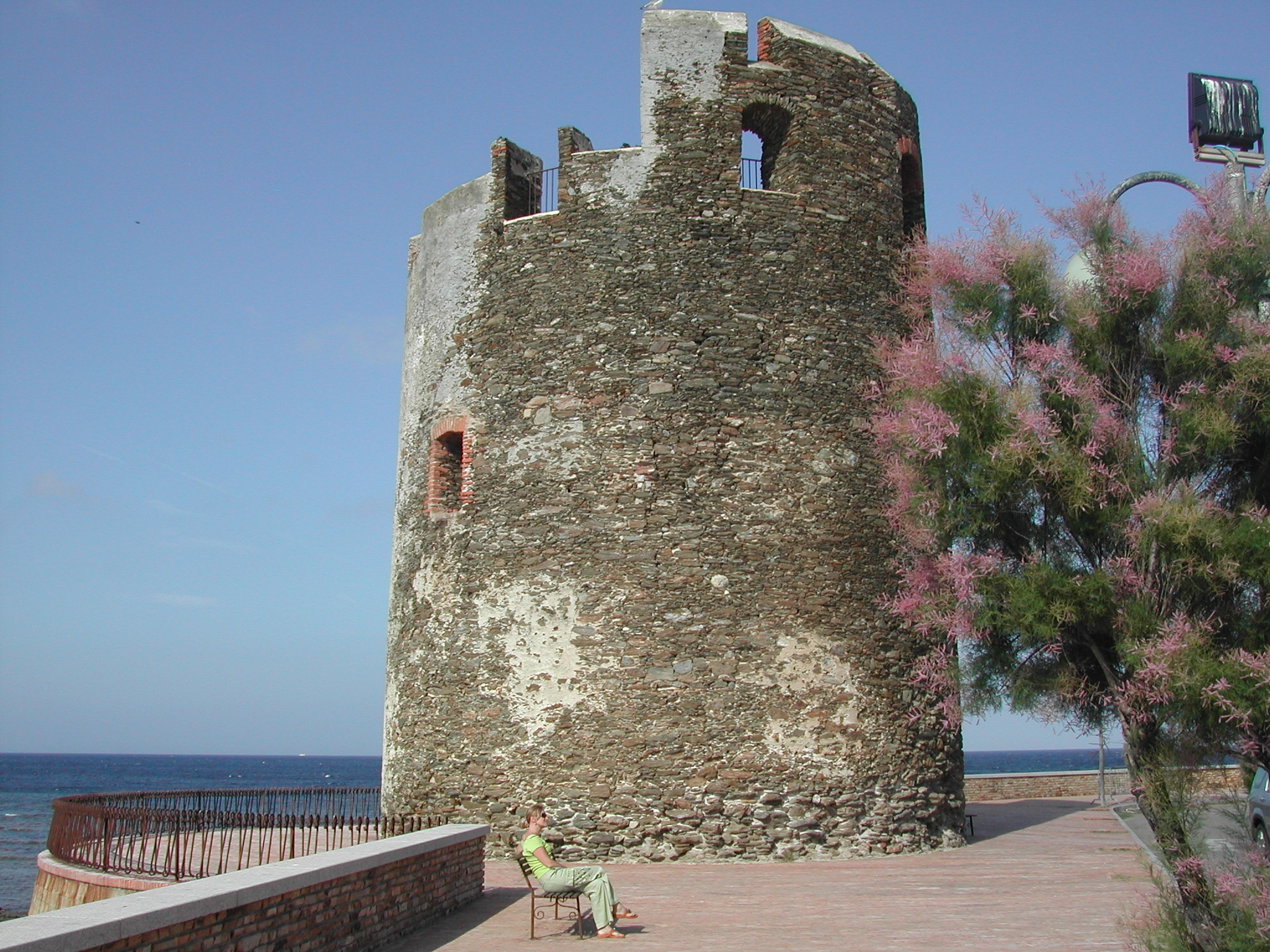
Torre Santa Lucia